# Bélikov
Bélikov (del ruso: Беликов) es un jútor del raión de Slaviansk del krai de Krasnodar, en el sur de Rusia. Está situado en el delta del Kubán, 29 km al noroeste de Slaviansk-na-Kubani y 95 km al noroeste de Krasnodar, la capital del krai. Tenía 954 habitantes en 2010.
Pertenece al municipio Kírovskoye.

## Historia
La localidad fue fundada en la década de 1880.

## Lugares de interés
1 km al noroeste de la población se halla el yacimiento arqueológico Bélikovskoye, con restos de entre los siglos VI-III a. C.. En el centro de la población se halla un complejo memorial a los caídos en la defensa y liberación de la localidad durante la Gran Guerra Patria en 1942-1943.

## Servicios sociales
La localidad cuenta con una escuela básica (n.º 38), un club rural (filial de la Casa de Cultura de Galitsyn), una biblioteca y un punto de enfermería, entre otros establecimientos.